# Шрамченко Святослав Олександрович
Святослав Олександрович Шрамченко (3 травня 1893, Баку — 24 червня 1958, США), військовий і громадський діяч, старший лейтенант військово-морського флоту УНР, видатний філателіст, письменник, син Олександра Шрамченка.  За деякою інформацією, в 1920 році отримав звання контрадмірала, але ймовірно в цьому випадку він був сплутаний з однофамільцем Володимиром Шрамченком. Сам С. Шрамченко у своїх спогадах та статтях завжди іменував себе лейтенантом, іноді — капітан-лейтенантом.

## Біографія

### Ранній період
Народився Святослав Шрамченко 3 травня 1893 року на Кавказі, в Баку, де у той час по закінченні Київського університету вчителював його батько Олександр Шрамченко (1859–1921), відомий культурний діяч, етнограф, збирач фольклорних матеріалів і редактор «Українського Етнографічного Збірника». Родина Шрамченків походила із старовинного чернігівського шляхетського роду. Серед його предків, як згадував сам Святослав, був полковник Левко Шрамченко, надзвичайний посол гетьмана Мазепи до турецького султану.

### У роки світової війни та визвольних змагань
Закінчив першу класичну гімназію в Києві, згодом Гардемаринську Школу і Воєнно-Юридичну Академію в Петрограді. В 1916 році на лінійному кораблі «Імператриця Марія» проходив навчальні плавання на Чорноморському флоті. В 1917 році служив в ранзі мічмана на Балтійському флоті. Після Лютневої революції допомагав старшому лейтенанту Михайлу Білінському українізувати екіпажі Балтійського флоту, на якому тоді служило понад 12 тисяч українців. Для цього було створено Український військово-морський штаб Балтійського флоту. Разом із старшим лейтенантом Білінським готувався підняти український прапор та очолити перехід на Чорне море бойових кораблів із зукраїнізованими екіпажами, зокрема крейсера «Светлана», есмінців «Україна» і «Гайдамак», однак як згадує сам Шрамченко, більшовики тоді завадили цим планам.. Українські прапори на цих кораблях Український військово-морський штаб Балтійського флоту спромігся підняти лише на один день, на 12 жовтня 1917 року.
Пізніше Святослав Шрамченко розповідав численним знайомим, що на есмінці «Україна» він власними руками «доконав піднесення українського синьожовтого прапора». Однак вже незабаром після того всі українці Балтійського та інших флотів були переведені на Чорне море.

### Період Центральної Ради та Гетьманату
У січні 1918 року приїздить до Києва та поступає на службу до Генерального секретаріату морських справ, який очолював Дмитро Антонович. Спочатку служить ад'ютантом директора канцелярії Українського Морського Міністерства генерал-хорунжого Володимира Савченка-Більського. Як старший адютант, Шрамченко бере участь у підготовці Закону про Український Державний флот, стає головою міжвідомчої комісії при морському міністерстві з вироблення українських державних прапорів, розробляє флотську символіку.
У квітні 1918 року лейтенант С. Шрамченко прибув до Севастополя. Як представник Міністра морських справ, зустрівся з контрадміралом Михайлом Остроградським та іншими адміралами і офіцерами Чорноморського флоту. Обговорювалися умови підпорядкування флоту Центральній Раді.
29 квітня С. Шрамченко був присутній при піднятті на Чорноморському флоті українських Державних прапорів, про що залишив яскраві спогади. Згідно з деякими джерелами, після повернення до Києва Святославу Шрамченку було присвоєне військове звання капітан-лейтенант і він очолив організаційний відділ Міністерства морських справ. Одночасно був старшим адютантом морського міністра Української Держави та УНР.

### Період Директорії УНР

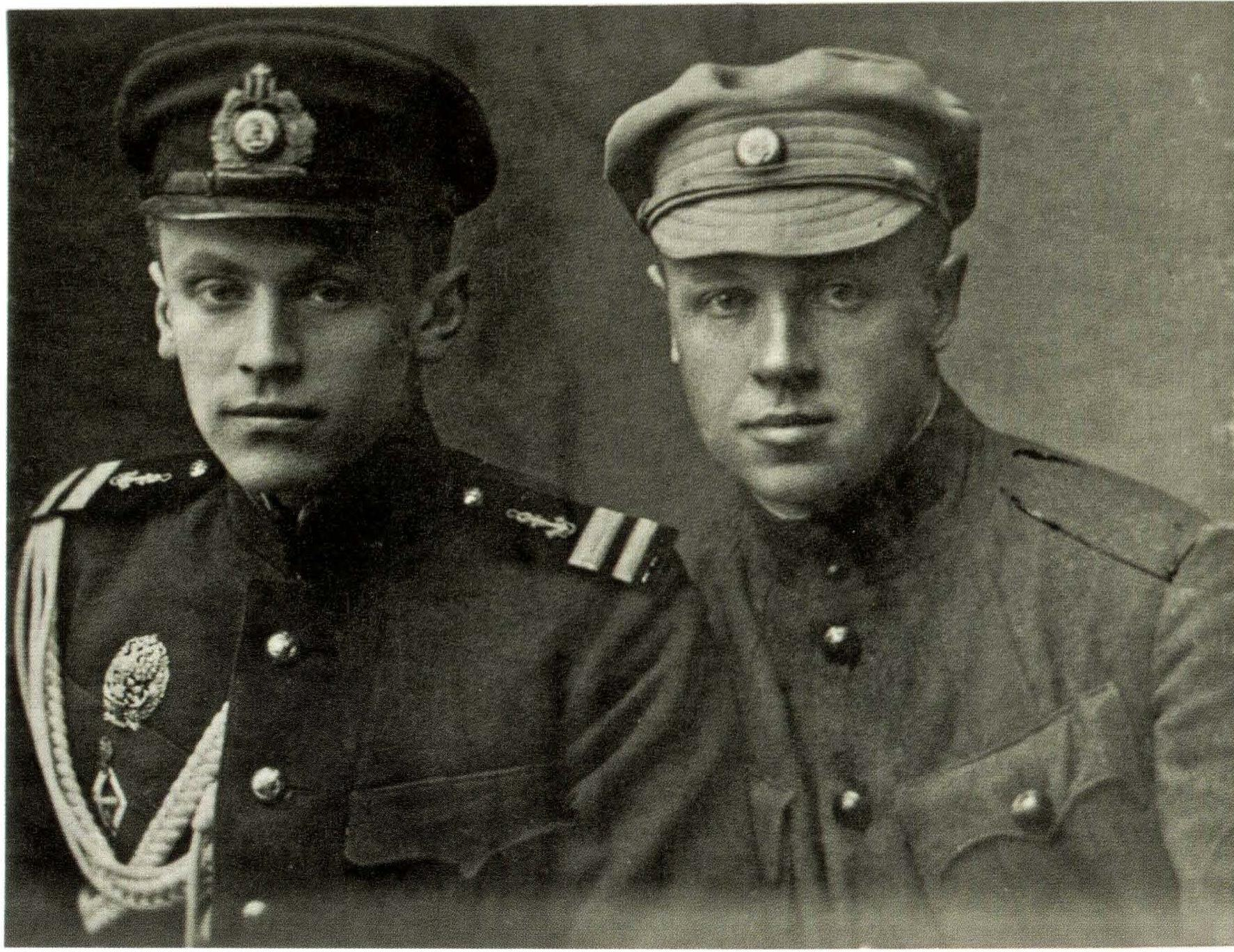
Святослав Шрамченко з одним із Січових Стрільців (1919 рік).

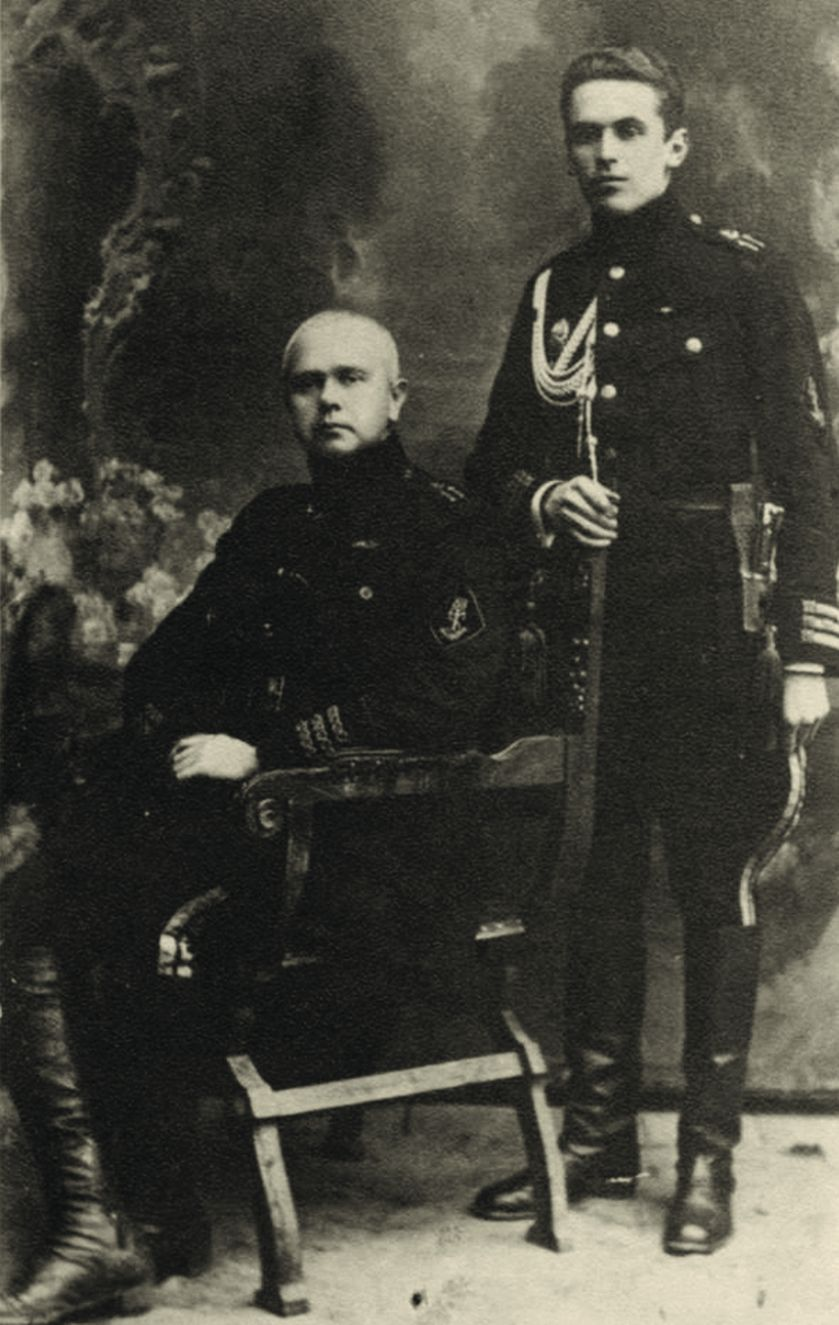
Святослав Шрамченко та морський міністр Михайло Білінський, 1919 рік.

Залишається на українській службі після антигетьманського перевороту. Під час евакуації центральних установ з Києва 27 січня 1919 року Святослав Шрамченко забрав з собою перший Військово-морський прапор, а також прапор Міністра морських справ, надійно зберігаючи їх протягом всього свого життя.
За часів Директорії протягом 1919 року Шрамченко короткочасно знаходиться в складі створеного 9 квітня 1919 року одного з швидкоплинних соціялістичних урядів С.Петлюри відповідальним за господарство
. З 24 квітня до кінця травня 1919 року він був заступником Міністра, а в червні 1919 року тимчасово виконував обов'язки Міністра морських справ УНР.
3 липня він знову заступник Міністра і бере активну участь з формування Дивізії морської піхоти на Прикарпатті. Створює у Кам'янець-Подільському Гардемаринську школу і призначається ад‘ютантом школи — заступником її директора. У складі дивізії морської піхоти він брав участь у зимовому поході армії УНР в 1919-20 роках.
Шрамченко також значиться серед підписантів відозви «Від Правительства УНРеспубліки», проголошеної С.Петлюрою при підписанні прийнятої декларації з поляками від 2 грудня 1919 року, згідно з якою Польщі віддавалась Галичина і Волинь.

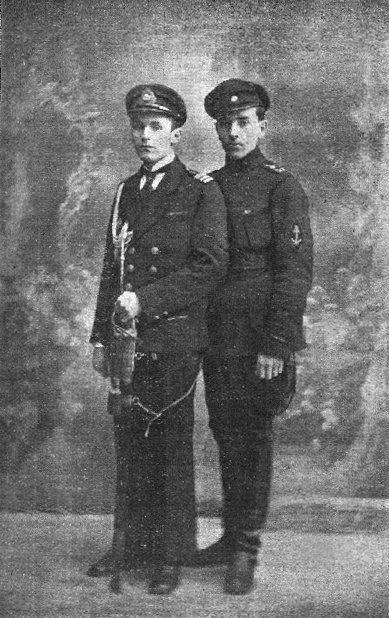
Із морським піхотинцем, 1919 рік.

З 19 травня 1920 року до 10 грудня 1921 року він очолює Генеральний морський штаб, функції якого виконував організаційно-тактичний відділ Військово-Морської Управи. Після поразки Української армії в кінці 1920-го року, він був інтернований до польських таборів, де увійшов до складу Всеукраїнської Національної Ради і Головного командування. За їхнім завданням направляється в Румунію, в український табір поблизу Орадя-Маре для підготовки Другого зимового походу Української Повстанської Армії, однак подальшим діям Шрамченка завадила румунська влада.

## Життя на еміграції

### Громадський діяч і воєнно-морський історик

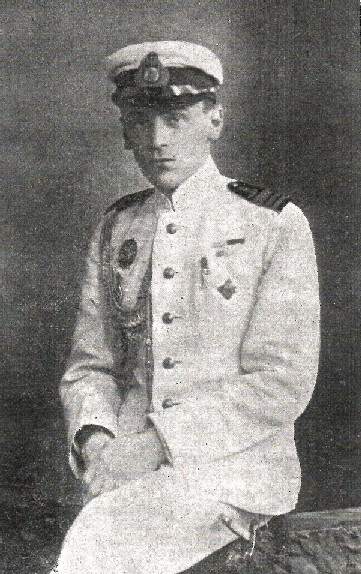
В вихідній уніформі українського флоту

По остаточній поразці визвольних змагань він разом з урядом у 1920 році емігрував у Польщу, де його знання багатьох іноземних мов дозволило йому добре влаштуватись. Протягом 1921–1922 років він працював секретарем у французькій місії в Польщі. Впродовж міжвоєнних років проживав у Ченстохові, де у 1924–1939 роках був головою Української Громади. В міжвоєнний період був залічений до резерва польського флоту в ранзі капітана, також був комендантом місцевої пристані товариства Ligi Morskiej i Kolonialnej в Ченстохові. Напередодні та в перші роки Другої світової війни Святослав Шрамченко опікувався архівом Уряду УНР у Польщі.
У 1941–1944 роках він займає посаду голови Українського Допомогового Комітету в Холмі, по еміграції в Німеччину він у 1945–1950 роках — голова Українського Допомогового Комітету в Ерфурті.
Плідно працював як військовий (воєнно-морський) історик і публіцист, автор розвідок і статей з історії світового та українського морського флоту 1917 — 1920 pp. в «Історії Українського Війська», вид. Івана Тиктора (1936 і 1953), в журналах «За державність», «Табор», «Літописі Червоної Калини», «Морской журналъ» й ін. Автор багатьох відомих публікацій з української воєнно-морської мемуаристики: «Піднесення українського прапору в Чорноморській флоті», «Нарис подій в Українській Чорноморській фльоті в рр. 1918 — 1920», «Українські воєнно-морські школи 1918 — 1920 рр.», «Закон про українську фльоту та його виконавці» та інші. Як військово-морський історик він написав приблизно 200 статей різними мовами. Найголовніші праці Святослава Шрамченко з історії українського флоту (публікувалися в журналах «Табор», «Літопис Червоної Калини», «За Державність»):
- Закон про державну національну фльоту та його виконавці.
- Піднесення Українського прапору в Чорноморській флоті.
- Нарис подій в Чорноморській фльоті в р.р. 1918/1920.
- Сучасне побільшення Чорноморської фльоти.
- Крейсер «Гетьман Іван Мазепа».
- Кораблі Української Чорноморської фльоти в Миколаїві.
- Командування Українською Державною фльотою в рр.1918-1920.
- Українські воєнно-морські агенти в 1918–1920 рр.
- Український Головний Морський штаб у 1917–1921 рр.
- Український Морський Генеральний штаб в рр. 1917–1921.
- Українські Воєнно-Морські Школи (1918–1920 рр.)
- Українська морська піхота 1917–1920.

Його розділи в «Історії Українського Війська»:
- Українська воєнна Фльота.//Історія українського війська (від княжих часів до 20х років ХХ ст.) / Крип'якевич І., Гнатевич Б., Стефанів З. Та ін. 4те вид. Змін. І доп. Львів: Світ, 1992, C. 433–446.
- Українська воєнна Фльота 1919–1920 рр.//Історія українського війська (від княжих часів до 20х років ХХ ст.) / Крип'якевич І., Гнатевич Б., Стефанів З. Та ін. 4те вид. Змін. І доп. Львів: Світ, 1992, C. 585–589.

Святослав Шрамченко на еміграції став головним репрезентантом українського флоту. Саме з його ініціативи день 29 квітня, день Свята Українського Флоту емігранти почали відзначати як «Свято Українського моря». Ця традиція існує серед українських емігрантів і досі.
Друкувався в часописах „За державність”, „Табор”, „Літопис Червоної Калини”,
„Sammler-Woche” (Мюнхен), „The
West End Philatelist” (Лондон),
„Weekly Stamp Collecting” (Лондон), „Ilustrowany Przeglad
Filatelistyczny” (Торунь), „Madrid
Filatelico” (Мадрид), „Der Tag des
Markensammlers” (Відень),
„Germania Berichte” (Лейпціг),
„Cesky Filatelista” (Прага),
„Lijaojan-Manchur a” (Маньчжурія) та ін.

### Святослав Шрамченко як філателіст

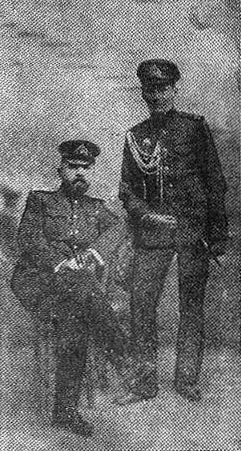
Святослав Шрамченко і генерал-хорунжий Володимир Савченко-Більський

Святослав Шрамченко також був відомим філателістом, мав велику колекцію близько 16 000 марок. Саме він першим з українських філателістів виходить на європейський філателістичний простір з оглядовими і аналітичними публікаціями з української філателії. Перша його стаття «I francobolli della posta campo dell'Ukraina nel 1920» («Поштові марки України у 1920 році») появляється вже у 1923 році в італійському філателістичному журналі «La Rivista Filatelica d'Italia» в Ґенуї італійською мовою. А в наступному 1924 році він публікує свої статті і розвідки вже у 9-ти європейських журналах німецькою, англійською, французькою, італійською, польською і російською мовами. Ще через два роки його публікації появляються вже у 19-ти європейських журналах 8-ма мовами, а до початку війни у 1939 році він опублікував понад 100 публікацій 8-ма мовами у 23-х переважно філателістичних журналах 13-ти країн Європи і Азії: Німеччини, Австрії, Чехословаччини, Італії, Англії, Франції, Польщі, Іспанії, Швейцарії, СРСР, Югославії, Бахрейну, Китаю.
Святослав Шрамченко був з 1925 року членом Віденського вимінного клубу і саме йому належить заслуга такої розширеної географії охоплення членством у цьому клубі збирачів філателістичної «України» з цілого світу.
Однак як філателіст Святослав Шрамченко зажив суперечливої слави. Існують підстави підозрювати його у підробленні чи фальсифікації деяких філателістичних матеріалів. Емігруючи в складі уряду УНР в Польщу, Шрамченко мав можливість прихопити з собою певні важливі поштові пристрої, які він потім використовував для маніпуляцій з філателістичним матеріалом.
По його смерті на прохання дружини філателістичну збірку переглянули його колеги, і те, що вони там побачили, повністю підтверджує звинувачення С.Шрамченка у підробках і фальсифікації. В одній закритій скрині було виявлено біля сотні ручних штемпів, серед яких було 51 з надруками Тризубів різних типів, 19 штемпів з постійною чи змінною датою і назвою місцевости і 16 штемпів з польової пошти і маркування місцевости, а також різні гострі ножі для вирізання і мікроскоп. Всі ці 86 ручні штемпи й інші речі колеги Шрамченка передали в Українську Вільну Академію Наук в Нью-Йорку.
Ще при житті один з колег випадково побачив на його столі приготовлені для ілюстрації якоїсь чергової статті рідкісні відбитки надруків Тризуба. Запитаний про їх походження, Шрамченко зізнався, що ці відбитки він виготовив сам виключно для ілюстративних цілей у своїх статтях. Чи це було так — тільки для ілюстративних цілей — ніхто гарантовано стверджувати не може. У всякому разі, за Шрамченком не помічались якісь вагомі дилерські транзакції з торгівлі рідкісним поштовим матеріалом, і можливо, що він дійсно використовував все це головно для ілюстрації своїх статей.
Незважаючи на таку суперечливість, без його численних (понад 200) публікацій практично усіма європейськими мовами майже в усіх основних філателістичних періодичних виданнях Європи важко собі уявити досягнення українською філателією того успіху на міжнародній арені, якого вона добилась у міжвоєнні 1919–1939 роки.

## Останні роки життя
В 1950 році переїхав до США, де продовжив працювати як філателіст, військово-морський історик і публіцист, був автором численних розвідок і статей з історії українського військово-морського флоту 1917–1920 років. По переїзду, морське відомство США запропонувало йому службу в американському флоті.
В останні роки життя Святослав Шрамченко мешкає у Філадельфії. Займався справою українського музейництва в діаспорі. Помер 24 червня 1958 року, від серцевого нападу. Похований на цвинтарі Українського Православного Собору св. Андрія у Південному Боунд Бруці, штат Нью-Йорк.

## Особистість
Сучасниця Шрамченка Лідія Волконська в своїх спогадах подає наступну характеристику його особистості:
| Ліві лапки | Святослав был убежденный приверженец украинского национализма, вдовец, …он и по своей наружности и по характеру, очень располагал к себе. Волосы у него были волнистые, русые; брови, широкие и густые, немного прикрывали, затаенные под ними, серые глаза; черты и выражение лица мягкие, приятные и сам он, никого не осуждающий, никому не приносящий неприятности, был тихий и добрый. В России Шрамченко служил некоторое время в каком-то торговом флоте. Чин офицера и красивый мундир моряка произвели на него неизгладимое впечатление: он всю жизнь придерживался этого вида. В Ромейках Шрамченко носил всегда морскую форму. Чтобы придать ей и себе больше стиля, он никогда не выпускал трубки из рук, если не держал её во рту слегка попыхивая. Над его белыми штанами и синим блейзером, украшенном всякими нашивками и значками, над этим его «морским» видом у нас в Ромейках слегка, но добродушно, подшучивали. Что касается его украинства, то мы думали, может быть, ошибочно, что оно ему было выгодно: как украинец, он сразу выделился среди других, получил чин капитана и вообще становился на виду. Будучи же русским, незначительным офицером, он затерялся бы в общей их массе, и ничего заметного из себя не представлял бы. В Ченстохове у Шрамченко была хорошая, на эмигрантские условия, квартира и небольшая бухгалтерская служба в одной торговой фирме. Генерал не скрывал, что пригласил он Шрамченко с задней мыслью, выдать за него Марусю. Когда она об этом узнала, то возмутилась и заявила, что она его видеть не хочет и к нему не выйдет. Однако, ей поневоле пришлось с ним познакомиться, встречаться и разговаривать. А когда, спустя некоторое время, он вторично приехал в Ромейки, то дело кончилось их свадьбой. После неё Маруся с мужем уехали в Ченстохову… | Праві лапки |

## Дата смерті

Некролог.

Згідно з офіційною інформацією, Святослав Шрамченко помер 24 червня 1958 року від серцевого нападу. Однак останню звістку про Святослава Шрамченка залишив український письменник Володимир Біляїв. У своїй повісті «На неокраянім крилі…» він зазначає, що Шрамченко в числі інших гостей був присутній на зборах української інтелігенції 19 січня 1959 року, які були присвячені зустрічі письменника Івана Багряного:

Увечорі українська громадськість влаштувала багатолюдний бенкет на честь гостя. «Многоліття» тодішньому президентові УНР в екзилі Степанові Витвицькому (галичанинові) співали так, як співають на Наддніпрянщині, а І. Багряному (синові Слобожанщини) — на галицький мотив. Дякуючи за «Многоліття», І. Багряний завважив, що в цих різних наспівах символічно прозвучала ніколи вже непорушна соборність Великої України і Галичини. На бенкеті, тамадою якого я мав честь бути, виступали представники багатьох організацій, а серед них і такі заслужені діячі старої еміграції: директор ЗУАДК Володимир Галан, голова СУА Олена Лотоцька, колишній старший лейтенант флоту УНР Святослав Шрамченко (в уніформі сорокарічної давности). Це те, що я пам'ятаю про цю триденну зустріч з І. Багряним…

Очевидно, що Святослава Шрамченка тоді просто переплутали з іншим ветераном флоту, Василем Пилишенком.

## Родина
Мав дружину — Марію Олександрівну, і сина — Ростислава. Обидва були членами УНСоюзу; його син був студентом університету у Філадельфії.

## Нагороди
За своє життя отримав такі нагороди:

### Українські
- Хрест Комбатанта[16]
- Хрест Симона Петлюри (№ 193)[16]

### Польські
- Пам'ятна медаль "Учаснику Війни 1918-1921 років"[17]
- Знак Ліги Морської і Колоніальної[17]

### Французькі
- Медаль Перемоги у Першій Світовій Війні
- Médaille d'honneur pour acte de courage et de dévouement 2 класу

## Вшанування пам'яті
Його іменем названий громадський військово-морський історичний клуб імені Святослава Шрамченка.